# Mascaromyia leptogaster
Mascaromyia leptogaster är en tvåvingeart som först beskrevs av Thomson 1869.  Mascaromyia leptogaster ingår i släktet Mascaromyia och familjen styltflugor.
Artens utbredningsområde är Mauritius. Inga underarter finns listade i Catalogue of Life.